# هواء سائل

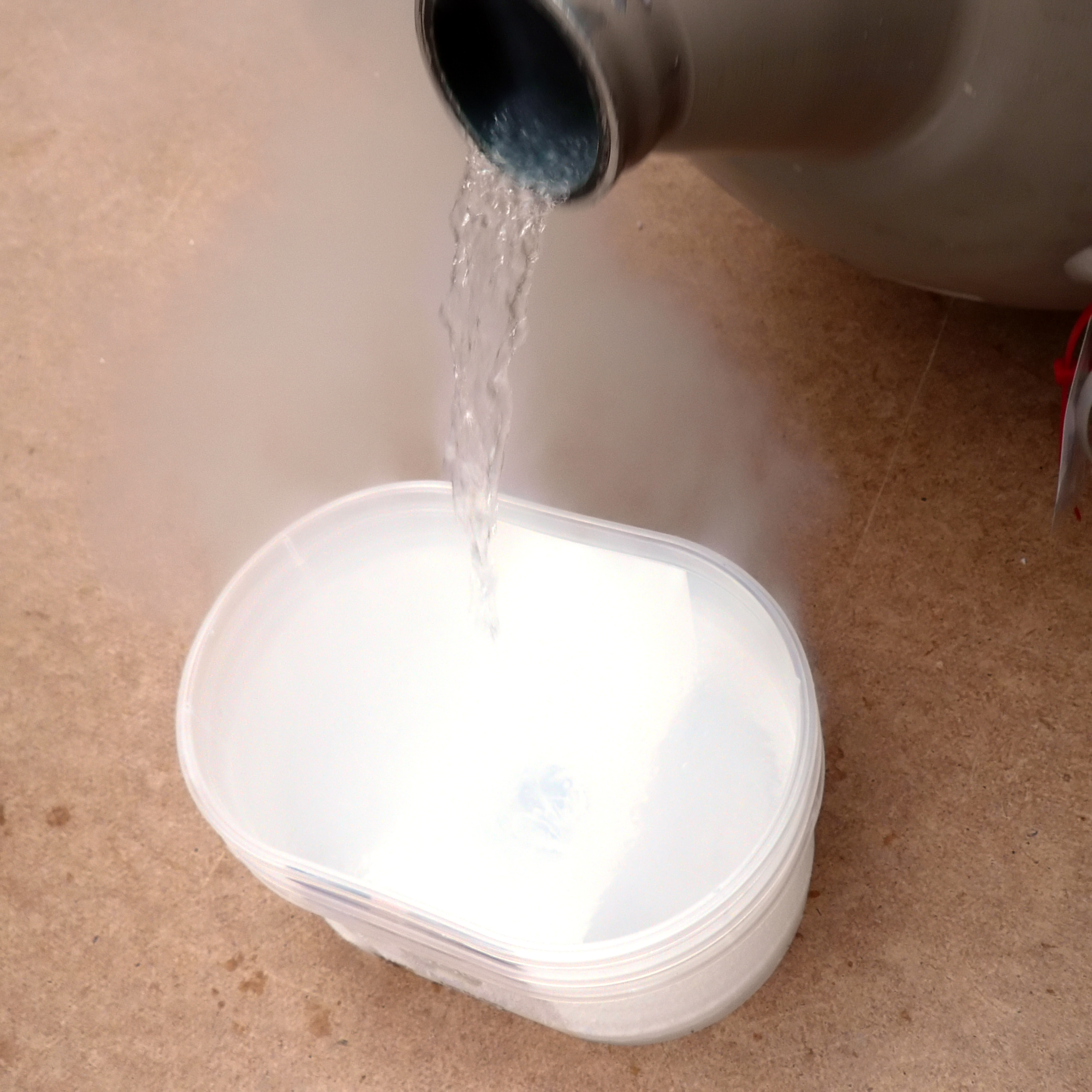

الهواء السائل هو الهواء العادي ولكن بصورة سائلة، ويمكن الحصول عليه بعد تخفيض حرارة الهواء إلى درجة حرارة متدنية جداً تصل إلى نحو - 190°م، ويمكن أن تصل درجة البرودة به إلى القدر الذي يجعله يغلي حينما يسكب على قطعة من الثلج، وذلك لأن الثلج يعتبر أكثر سخونة منه بحوالي 200°م. ولا تختلف مكونات الهواء السائل عن الهواء الذي نتنفسه بل يتكون من نفس المكونات وهي 78% نيتروجين، و21% أكسجين، و1% أرجون, ويميل لون الهواء السائل إلى الزرقة ويكون شبيهاً بالماء.

## استخداماته
يستخدم الهواء السائل في علم التقريس وهي الأبحاث المتعلقة بعلم البرودة ودراسة درجة الحرارة من -100°م فما دون، كما يستخدم الهواء السائل في تبريد الأغذية وتصنيعها، ويعتبر مصدراً رئيسياً للحصول على النيتروجين في صورته السائلة حيث يستخدم في الأبحاث المتعلقة بعلوم الفيزياء والكيمياء والأحياء، كما يعتبر مصدراً رئيساً كذلك في الحصول على الأكسجين السائل حيث يستخدم بدوره في أنواع الوقود المدمجة عالية الطاقة التي تستعمل وقوداً لمحركات المركبات الفضائية.

## قياسه
يقاس الهواء السائل بمقاييس حرارة خاصة غير تلك العادية التي يستخدم فيها الزئبق أو الكحول, ويرجع السبب في عدم صلاحية هذه المقاييس لقياس الهواء السائل إلى أن السوائل المستخدمة فيها تتجمد عند درجة حرارة أعلى بكثير عن درجة حرارة الهواء السائل. وهناك مقياسان لقياس الهواء السائل أحدها هو محرار المقاومة البلاتيني, وهو أدق من المقياس الآخر وأكثر انتشاراً منه، ويقوم هذا المقياس بقياس درجة الحرارة عن طريق تحديد مدى تأثيرها على المقاومة الكهربائية للبلاتين, وذلك لكون البلاتين يعتبر موصلاً جيداً أو رديئاً للكهرباء وفقاً لدرجة حرارته. أما المقياس الثاني للهواء السائل فهو محرار الغاز ثابت الحجم, وآلية عمل هذا المقياس هي أنه يقوم بقياس تأثير درجة الحرارة على ضغط كمية من الغاز تم تثبيت حجمها، ويستعمل فيه غازات معينة مثل الهيليوم أو النيون لقياس درجة حرارة الهواء السائل، والسبب في استعمال هذه الغازات هو أنها تتحول إلى سائل عند درجة حرارة تكون أقل من درجة الحرارة التي يتحول فيها الهواء من حالته الغازية إلى حالة السيولة.